# خوان لوکه د سرالونگا
خوان لوکه د سرالونگا (انگلیسی: Juan Luque de Serrallonga; ۳۱ مهٔ ۱۸۸۲ – ۱۸ ژوئیهٔ ۱۹۶۷) بازیکن فوتبال اهل اسپانیا بود.
از باشگاه‌هایی که در آن بازی کرده‌است می‌توان به باشگاه فوتبال کادیس و باشگاه فوتبال سویا اشاره کرد.